# Christel Frese
Christel Frese (República Federal Alemana, 3 de agosto de 1944) fue una atleta alemana especializada en la prueba de 4x400 m, en la que consiguió ser subcampeona europea en 1971.

## Carrera deportiva
En el Campeonato Europeo de Atletismo de 1971 ganó la medalla de plata en los relevos 4x400 metros, con un tiempo de 3:33.0 segundos, llegando a meta tras Alemania del Este y por delante de la Unión Soviética (bronce).